# Zdzisław Król
Zdzisław Król (ur. 8 maja 1935 w Zdzieborzu, zm. 10 kwietnia 2010 pod Smoleńskiem) – ksiądz infułat, postulator procesu beatyfikacyjnego księdza Jerzego Popiełuszki, były kapelan Warszawskiej Rodziny Katyńskiej, doktor prawa kanonicznego.

## Życiorys
Najstarszy wśród rodzeństwa, brat Jana i Stanisława. Szkołę podstawową rozpoczął w Ulasku, by po sześciu latach przenieść się do Wyszkowa, gdzie ukończył również gimnazjum męskie.
Święcenia kapłańskie przyjął 3 sierpnia 1958 w archikatedrze warszawskiej z rąk kardynała Stefana Wyszyńskiego. Na Katolickim Uniwersytecie Lubelskim uzyskał doktorat z prawa kanonicznego. Od 1967 był pracownikiem Kurii Metropolitalnej archidiecezji warszawskiej, a w latach 1979–1992 był jej kanclerzem. Współuczestniczył w planowaniu wizyt papieża Jana Pawła II w Polsce.
Ksiądz Zdzisław Król był kapelanem Warszawskiej Rodziny Katyńskiej w latach 1987-2007 oraz członkiem Rady Ochrony Pamięci Walk i Męczeństwa. Był również wikariuszem biskupim i sekretarzem Archidiecezjalnej Rady Kapłańskiej, a także członkiem Rady Biskupiej. Przewodniczył Wydziałowi Charytatywnemu Kurii i Kolegium Konsultorów Kurii. Od 1992 sprawował funkcję proboszcza warszawskiej parafii Wszystkich Świętych, gdzie po odejściu na emeryturę był rezydentem.

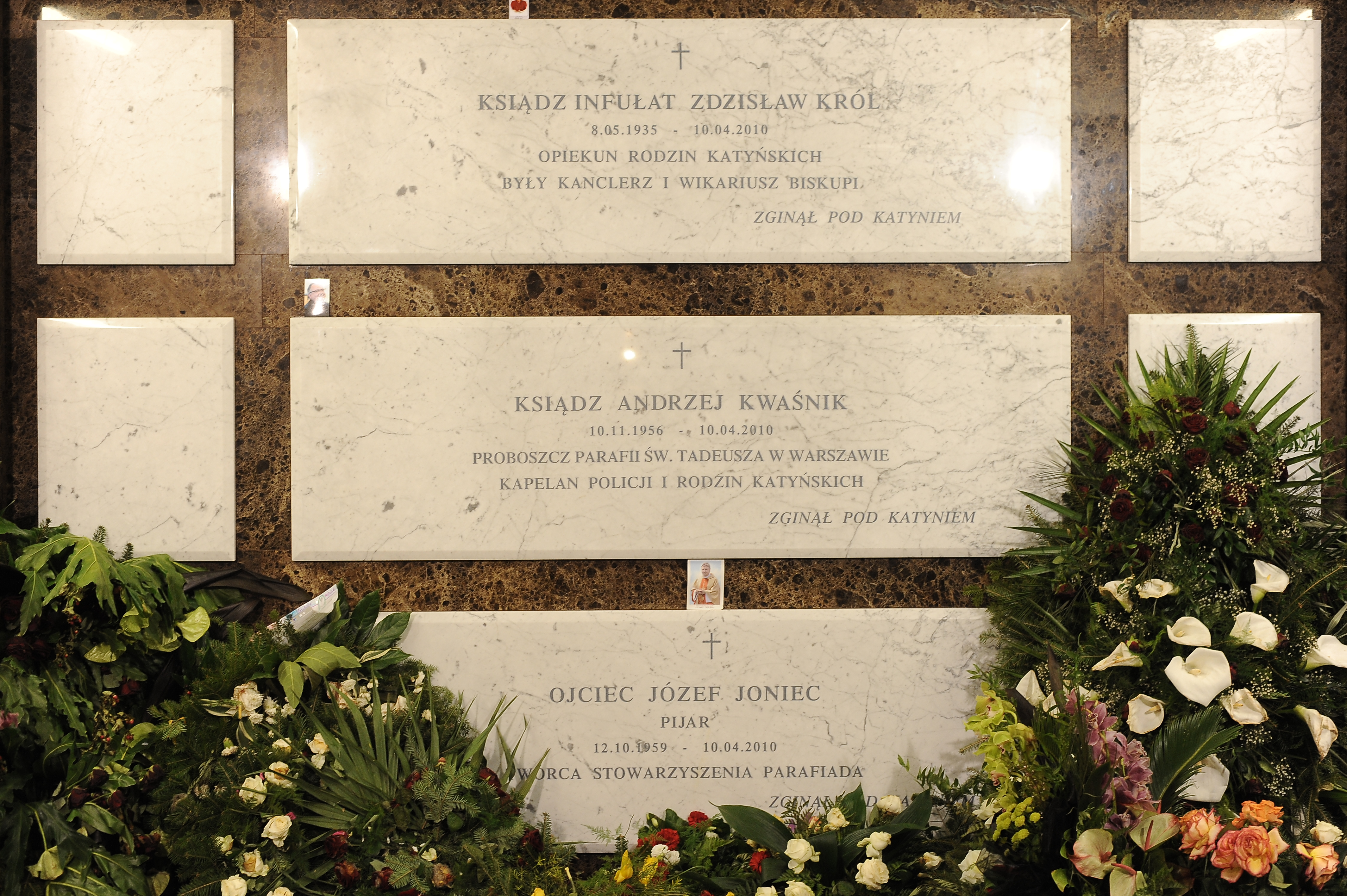
Krypta ks. Zdzisława Króla w Panteonie Wielkich Polaków Świątyni Opatrzności Bożej w Warszawie

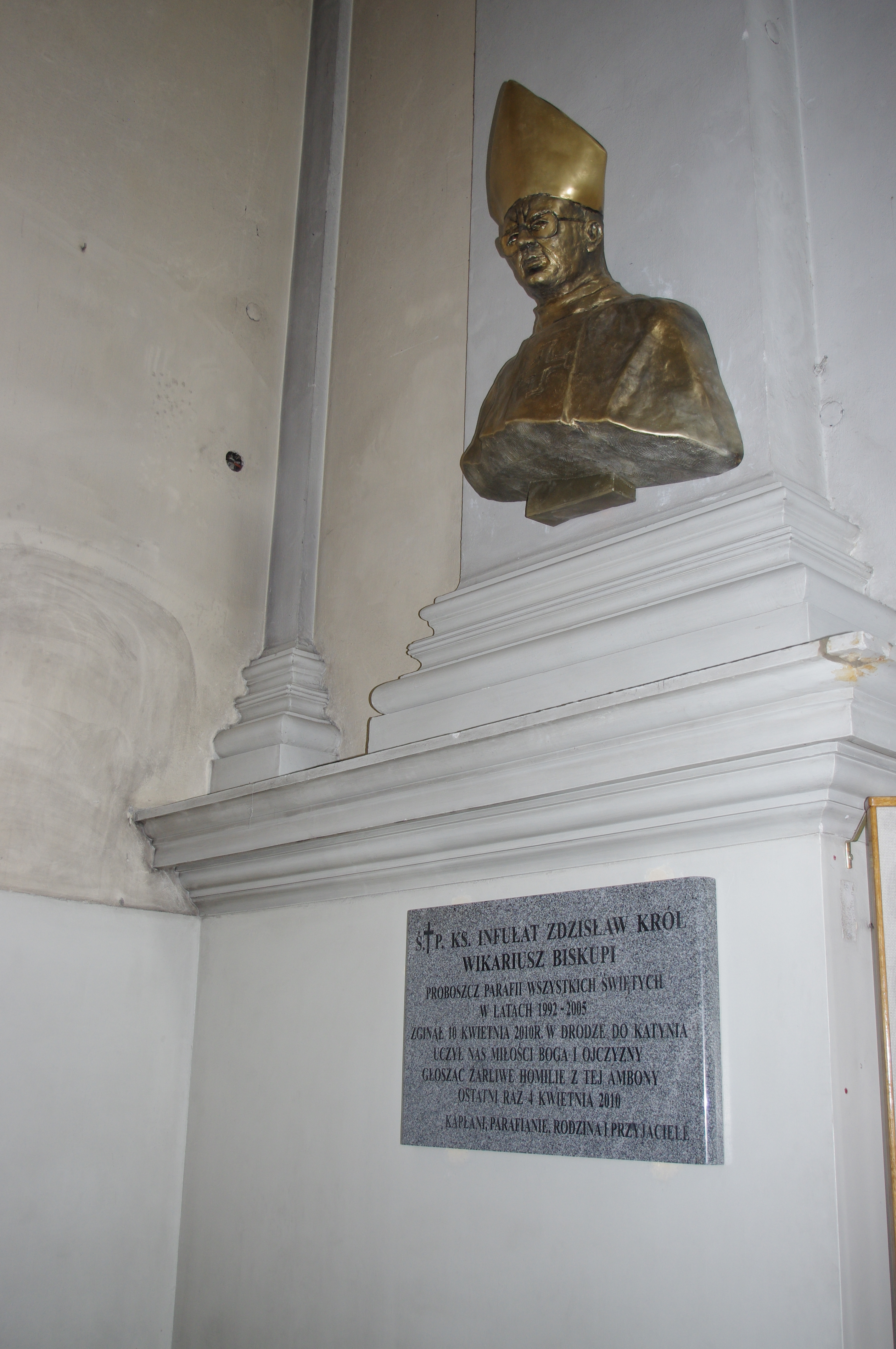
Popiersie ks. Zdzisława Króla w kościele Wszystkich Świętych w Warszawie

Zginął 10 kwietnia 2010 w katastrofie polskiego samolotu Tu-154M w Smoleńsku w drodze na obchody 70. rocznicy zbrodni katyńskiej. 20 kwietnia 2010 roku odbył się pogrzeb, w którym formalnie został pochowany ks. Zdzisław Król w Świątyni Opatrzności Bożej, w Panteonie Wielkich Polaków. W tym samym miejscu zostali pochowani dwaj inni duchowni, którzy zginęli w katastrofie smoleńskiej: Józef Joniec i Andrzej Kwaśnik.
28 listopada 2010 odsłonięto poświęconą mu tablicę pamiątkową w kościele św. Apostołów Piotra i Pawła w Pniewie.
12 listopada 2012 ciało znajdujące się w grobie kapłana zostało ekshumowane. Następnie prokuratura wojskowa stwierdziła, że w grobie ks. Zdzisława Króla znajdowało się ciało innej ofiary katastrofy, ks. Ryszarda Rumianka (ekshumowane do badań równolegle tego samego dnia). 24 listopada 2012 odbył się ponowny pogrzeb ks. Zdzisława Króla w Świątyni Opatrzności Bożej.

## Odznaczenia i wyróżnienia
- W 2006 odznaczony Orderem Prymasowskim „Ecclesiae populoque servitium praestanti”[12]
- 8 kwietnia 2008 Rada Polskiej Fundacji Katyńskiej nadała mu Medal Dnia Pamięci Ofiar Zbrodni Katyńskiej[13]
- 16 kwietnia 2010 został pośmiertnie odznaczony Krzyżem Oficerskim Orderu Odrodzenia Polski[14]